# Tvigi ’94 hadművelet
A Tvigi ’94 hadművelet (horvátul: Operacija Tvigi ’94) a horvát-bosnyák háború alatti hadművelet volt, amelyet a Horvát Védelmi Tanács (HVO) hajtott végre 1994. január 24-én, és taktikai győzelmet jelentett a HVO számára. A HVO erői a Bosznia-Hercegovinai Köztársaság hadseregétől elfoglalták Here falut. A HVO Rámai dandárja ezzel a sikeres hadművelettel nagy taktikai és stratégiai célt ért el: a taktikai győzelem mellett a HVO fontos stratégiai pozíciót foglalt el és leállította a bosnyák erők offenzíváját. A csata a Rama-Uskoplje fronton megváltoztatta az erőviszonyokat, fordulópontot jelentve a HVO és a Bosznia-Hercegovinai Köztársaság hadserege (ARBiH) közötti háborúban, egyúttal megteremtette a feltételeket a horvát-bosnyák háborút lezáró washingtoni megállapodás előkészítéséhez.

## Előzmények
Az 1993-as év Bosznia-Hercegovinában a horvát–bosnyák háború jegyében telt. A térségben a két fél közötti konfliktusok már 1992 őszén megkezdődtek. 1992. október 23-án a HVO Ramai dandár parancsnokai azt a hírt kapták, hogy a Crni vrh – Zgon régióban muszlimok megtámadták a dandár egységeit és megöltek egy katonát, Franjo Zadart. Ezt követően a két fél közötti kommunikáció megszűnt és az ezt követő prozori konfliktusban a bosnyák fél maradt alul. A szarajevói muszlim vezetés látva, hogy a horvátok Ramából való kiűzésére irányuló terv már a kezdet kezdetén kudarcot vallott, az akkori médiumok nagy részét, különösen a rádiót és a televíziót felhasználva, médiaoffenzívához folyamodott a HVO ellen, amelyben a horvát erőket agresszornak állították be. A prozori konfliktus után a helyzet valamelyest normalizálódott, de 1993. január közepén Uskopljében újabb konfliktus tört ki, amelyben a Ramai dandárnak nyolc halottja és húsz sebesültje volt. 1993. április közepén a harcok Jablanica és Konjic települések felé húzódtak, és a HVO és az ARBiH között elhúzódó konfliktus alakult ki. Mivel a Ramai dandár mintegy 105 km hosszúságú frontot tartott, állandóan gondjai vannak a létszámhiánnyal. A Bokševica-hegység védelmének összeomlása (1993. június) után a Konjic község felé húzódó védelmi vonal Kučanéba került, majd a front megtartva az elért pozíciókat nyugalmi állapotba került. A következő négy hónapban a gyakori bosnyák támadások tovább gyengítették az amúgy is megterhelt védelmi vonalat.

1993. szeptember közepén (szeptember 13-án) a muszlim erők Neretva ’93 néven nagyszabású offenzívát indítottak az Uskopljétől Mostarig terjedő frontszakaszon, mely a Crni vrh elleni támadással vette kezdetét. Az offenzíva kezdete kudarc volt. A Ramai dandár megtörte a muszlim erők támadását, ami meghiúsította a muszlim erők azon tervét, hogy ezzel az offenzívával elfoglalják Prozort. A muszlim hadsereg kudarca után a hónapokig tartó védelmi műveletek után a HVO erői támadásba mentek át. A kisebb léptékű akciók előkészítették a terepet a komolyabb előretöréshez és a bosnyák erők Prozorból való kiszorításához. 1993. október vége felé a dandár elfoglalta a stratégiai fontosságú Brenovac magaslatot, majd három héttel később áttörték a Zavisće-vidék bosnyák védelmi vonalait, így az ARBiH hátrányos helyzetbe került. A tél beköszöntével kedvezőtlen körülmények alakultak ki a komolyabb támadóakciókhoz, ezért ezt az időszakot a támadótevékenység minőségi előkészítésére használták fel. Ezen előkészületek eredménye volt a "Tvigi '94" hadművelet, mely a Prozori független zászlóalj szétesését okozva megváltoztatta az erőviszonyokat a Rama – Uskopal hadszíntéren.

## Az offenzíva
A Tvigi ’94 hadműveletet a Reuters hírügynökség közvetlenül annak az elején, az UNPROFOR adataira alapozva „az első komoly horvát offenzívának” nevezte. Amikor a HVO és a Bosznia-Hercegovinai Hadsereg közötti konfliktusról beszélünk, akkor nyugodtan kijelenthetjük, hogy a Tvigi '94 hadművelet Rama és Herceg-Bosznia számára ugyanaz volt, mint Horvátországnak a Vihar hadművelet. A hadművelet megtörte az úgynevezett bosnyák legyőzhetetlenség mítoszát, Bosznia-Hercegovina hadseregének és fontos bástyájának, Here erődített falujának a bevehetetlenségét. Alig tíz óra alatt oszlatta szét az ARBiH illúzióit Prozor és egész Ráma elfoglalására és a horvátok kiűzésére. Figyelembe véve a hadművelet előtti eseményeket, különösen az uzdoli mészárlást, Here elfogása nemcsak stratégiai, hanem még inkább pszichológiai jelentőségű volt. Bár a támadást többször is megtervezték, több okból arra csak 1994. január 24-én került sor.
A támadás fő arcvonalán – Here falu és a Konjsko hegység felé – a csapásmérő erő több különleges célú egységből és szabotázsellenes csoportból állt; akiket a HVO Ramai dandár több zászlóalja és százada támogattak. Egy órával az akció megkezdése előtt az Elektronikus Akcióegység tevékenységével teljesen blokkolta a bosznia-hercegovinai hadsereg stratégiai összeköttetéseit. A hadművelet a kora reggeli órákban tüzérségi és harckocsi-támadással kezdődött. A tüzérség kezdeti akcióinak célja a pánik keltése, a kommunikációs kapcsolatok megszakítása volt, de egyben megakadályozta, hogy az ellenséges védelmi vonalakba friss erőket vethessenek be. A bosznia-hercegovinai hadsereg állásai elleni támadás kezdetével egyidejűleg Here falu és a Konjsko-hegység környékén, illetve az akció jobb szárnyán, azzal a céllal, hogy lekössék az ellenséges erőket, és megakadályozzák az ARBiH 317. dandár (Gornji Vakuf) részéről a segítség küldését a Prozori független zászlóaljnak és a 6. hadtest egységeinek, a horvát erők megkezdték a támadást Zavisće, Škarina glava és Berač nagyon fontos magaslatai ellen. A zavišćei állások elleni támadást a Ramai dandár katonái, Škarina glava és a Berač ellenit pedig az 1. gárdadandár „börtönzászlóalja” és a „Ludvig Pavlović” egység katonái hajtották végre. A Ramai dandár csapatai elfoglalták a Zavisće-hegyet, mely során egy harckocsit domináns helyzetbe hoztak, melynek tűzereje széles területet lefedett, és elősegítette a támadásban részt vevő egységek előrenyomulását a másik két magaslaton, amelyeket heves harcok után ugyancsak elfoglaltak.
Ugyanekkor az akció jobb szárnyán a Ramai dandár egységei négy irányból összehangoltan támadtak: A támadás első iránya Komin régióból Konjsko felé irányult, amit a „Marinko Beljo” különleges célú egység és az Uzdoli 3. zászlóalj szakasza hajtott végre. A második irány Jurići község területéről vezetett a Herska krivina irányába. Ebből az irányból a 3. zászlóalj katonái és egy dobrošai szakasz hajtottak végre támadó hadműveleteket. A harmadik irány, szintén a Jurići község irányából, a Herska krivinától jobbra, közvetlenül Here község felé vezetett. A támadást ebből az irányból az 1. Fofai zászlóalj tagjai hajtották végre. A negyedik irány Uzdol irányából, Pale falucskán át vezetett. Ebből az irányból támadott a Batai szabotázsellenes szakasz, az "Ivan Peran - Ino" intervenciós-szabotázs, valamint a felderítő szakasz. A Herska krivina területén az ellenséges vonalak áttörésével és a Here - Dobro Polje út elfoglalásával kizárták annak lehetőségét, hogy az ellenség ebből az irányból erősítést kapjon, egyúttal megteremtődtek a további előretörés feltételei. Konjsko régióban sikerült áttörniük az ellenség védelmét és elfoglalni a védővonal egy részét. Nem sokkal az áttörés után újabb előretörést kíséreltek meg, de egyik katonájuk halála és az ellenség erős ellenállása miatt ezzel az erőfeszítéssel felhagytak, és a támadás fókusza Krstišće domináns magaslatára helyeződött át. Ezzel egyidejűleg a Batai szabotázsellenes egység, az „Ivan Peran – Ino” intervenciós szabotázsegység, a felderítő osztag és a Ramai dandár többi tagja Pale Uzdol faluja irányába támadt, és azon keresztül Here felé nyomult előre. A tüzérség és a harckocsik támogatásával minden egység sikerrel nyomult előre Here felé. A „Marinko Beljo” elfoglalta a Krstišće magaslatot, és félig bekerítette az ellenséget.
A helyzet ilyen alakulásával az ellenség fegyvereket és felszereléseket hátrahagyva pánikszerűen elhagyta állásait, és visszavonult a faluba. A Krstišće elfoglalása után a Ramai dandár tagjai több irányból bevonultak Herére és az ellenség visszavonulni kényszerült Konjsko, Dobro Polje és Šćip irányába. A faluba való benyomulás után megtisztították azt a muszlim erőktől, melynek során a Ramai dandár parancsnoka és két katona megsebesült. A falu megtisztítása mellett az egység tevékenysége átkerült a Konjsko felé eső területre és az újonnan elért pozíciók megtartására. Az éjszaka beálltával az aktív harci műveletek megszűntek. A Here faluért vívott harcok során az ARBiH minden módon igyekezett megőrizni állásainak egy részét, és az addig mélységben elhelyezkedő 45. hegyi dandárt vezényelték ide. A harcok során az ARBiH nagy veszteségeket szenvedett, és nem tudta megoldani a sebesültek ellátását. Emellett a nagy veszteségek miatt mindent megtettek a horvát erők előrehaladásának megállítására. Ennek érdekében a 45. hegyi dandár állományát a blazinai régióba szállították, valamint a prozori független zászlóalj megerősítése céljából általános mozgósítást kíséreltek meg Jablanicában.

## Következményei
Ezzel a sikeres hadművelettel a HVO Rámai dandárja nagy taktikai és stratégiai célt ért el: a taktikai győzelem mellett a HVO fontos stratégiai pozíciót foglalt el és leállította a bosnyák erők offenzíváját. A hadművelet a Rama-Uskoplje fronton megváltoztatta az erőviszonyokat, fordulópontot jelentve a HVO és az ARBiH közötti háborúban, egyúttal megteremtette a feltételeket a horvát-bosnyák háborút lezáró washingtoni megállapodás előkészítéséhez.

## Fordítás
Ez a szócikk részben vagy egészben  az   Operation Tvigi 94  című angol Wikipédia-szócikk ezen változatának fordításán alapul.  Az eredeti cikk szerkesztőit annak laptörténete sorolja fel. Ez a jelzés csupán a megfogalmazás eredetét és a szerzői jogokat jelzi, nem szolgál a cikkben szereplő információk forrásmegjelöléseként.